# Aeonium goochiae
Aeonium goochiae és una espècie de planta suculenta del gènere Aeonium, de la família de les Crassulaceae.

## Descripció
És un subarbust perenne, de mida petita, entre 15 a 30 cm d'alçada, tortuosa i abundantment ramificat.
Les branquetes són molt fines i trencadisses, les més joves de color verd i una mica viscoses, després recobertes d'una escorça prima i una mica rugosa de color terrós, lleugerament fisurada.
Les fulles són petites, de color verd més o menys intens, de vegades amb tonalitats vermelloses, s'agrupen en rosetes terminals de 3 a 10 cm de diàmetre i amb entre 5 a 13 fulles cadascuna. Són llises, planes, més o menys romboïdals, remotament ciliades en les vores, recobertes d'un fina i enganxosa vellositat a les dues cares, i una mica involutes al marge.
Les flors són petites, del voltant d'1,5 cm de diàmetre i acolorides de bellíssims tons rosats, s'agrupen en inflorescències curtament pedunculades, aplanades i difuses d'uns 3 a 8 cm de diàmetre, i amb entre 10 a 40 flors cadascuna. Són regulars, amb 7 a 8 sèpals estretament triangulars punxeguts, igual quantitat de pètals oblanceolats d'uns 5 a 7 mm de llarg, una mica pubescents al revers i les vores, de color groc molt pàl·lid (gairebé blanquinós), amb porcions centrals rosàcies, i doble quantitat d'estams amb filaments glabres i anteres grogues. En madurar produeixen nombrosíssimes i diminutes llavors. Floreix entre febrer i juny.
Tota la planta desprèn un lleuger i suau aroma.
S'hibrida amb altres espècies del seu gènere. Amb Aeonium canariense ssp. christii (Aeonium × santosianum), i amb Aeonium sedifolium (Aeonium x occidentale).
Producte de l'experimentació en viver s'han obtingut un cultivar d'Aeonium goochiae denominat "Ballerina", que produeix fulles suaus, peludes i estretes, arrugades en les seves vores i de color verd pastís amb rivets cremosos o blanquinosos.

## Distribució
Planta endèmica de l'illa de La Palma, a les Canàries. És relativament freqüent en llocs frescos i ombrívols del tabaibal-cardonal i entre les comunitats rupícoles dels boscos termòfils i la laurisilva. La seva distribució segueix un arc que, pel nord, va des de Santa Cruz de la Palma fins Tijarafe. De 100 a 700 m d'altitud.

## Taxonomia
Aeonium goochiae Webb & Berthel. va ser descrita per Philip Barker Webb i Sabin Berthelot i publicada a Histoire Naturelle des Îles Canaries. Paris. 3(2:1): 190.1840.

El seu nom genèric aeonium prové del llatí aeonium, probablement derivat del grec aionion, que significa "sempre viva". L'epítet específic goochiae fou atorgat en honor de la mare de Webb, Hannah Gooch.
En castellà rep el nom vernacle de bejequillo melero.

## Propietats medicinals
El suc o els cataplasmes de les seves fulles s'empren per rebaixar la inflamació causada per cops i caigudes, així com per alleujar les cremades. També es feia servir en veterinària per curar la inflor de les mamelles dels animals.